# Франтішек Ружичка
Франтішек Ружичка (словац. František Ružička; 3 лютого 1966) — словацький дипломат. Постійний представник Словаччини при Організації Об'єднаних Націй (2012-2017).

## Життєпис
Народився 3 лютого 1966 року. У 1989 році закінчив Московський державний інститут міжнародних відносин, де вивчав медіа та комунікації, а також Карлів університет у Празі, отримавши ступінь доктора філософії.
Він розпочав свою дипломатичну кар'єру у відділі преси Федерального міністерства закордонних справ колишньої Чеської та Словацької Федеративної Республіки в 1989 році, а потім став першим секретарем з питань преси в посольстві у Вашингтоні в 1992 році. Потім він обіймав посаду першого секретаря з економічних питань у посольстві Словацької Республіки у Вашингтоні з 1993 по 1996 рік.
З 1998 по 1999 рік він був директором територіального відділу № 1 для Західної Європи та Північної Америки. Згодом він був радником міністра та заступником голови місії в Празі до 2003 року, директором внутрішніх справ та установ Європейського Союзу з 2003 по 2005, Посол в Республіці Польща з 2005 по 2010, посол в ООН в Нью-Йорку з 2012 по 2017. Був призначений директором офісу Мирослава Лайчака, президента 72-ї сесії Генеральної Асамблеї ООН з 2017 по 2018 рік.
з 2018 по 2020 року обіймав посаду державного секретаря Міністерства закордонних та європейських справ Словаччини. 
5 листопада 2020 року посол Франтішек Ружичка приступив до виконання обов’язків постійного представника Словацької Республіки при ОЕСР.

## Автор публікацій
Пан Ружичка багато публікує про словацьку дипломатію та європейську політику, а також має ряд відзнак, зокрема Командорський хрест ордена «За заслуги перед Республікою Польща». Він також переклав кілька романів з англійської на словацьку.